# Radio Mirchi
Radio Mirchi ist ein landesweites privates Radionetzwerk in Indien. Es gehört EntertainmentNetwork India Ltd (ENIL), einer Tochter der Times Group. mirchi bedeutet auf Deutsch „Rote Chili“. Radio Mirchi war die erste private Radiostation des Landes; sie nahm 1991 den Sendebetrieb durchgehend in Hindi auf.
Das Programm besteht aus indischer Popmusik und eigenen wöchentlichen Indien-Charts. Die beliebtesten Charts sind Mirchi Top 20 (Bollywood-Songs) und Angrezi Top 20 (englische Songs). Die Charts werden auch in der Times of India veröffentlicht. Neben dem Sendernetz in Indien betreibt Radio Mirchi in den Vereinigten Arabischen Emiraten unter dem Brand KADAK FM ebenfalls Sender. Nach Erhebungen von 2017 war Radio Mirchi der meistgehörte Sender in Delhi und Mumbai.